# Йебоа, Роксон
Роксон Йебоа (англ. Rockson Yeboah; род. 2 августа 2004, Берекум, Бронг-Ахафо) — ганский футболист, защитник клуба «Гётеборг».

## Клубная карьера
Является воспитанником ганского клуба «Течиман Юнайтед» и академии «Янг Африкан Промисес». В июне 2023 года на правах аренды перешёл в греческий АЕК из Афин. Первый сезон выступал за вторую команду клуба во второй Суперлиге, в составе которой провёл 22 матча. По окончании аренды вернулся в Гану.
В августе 2024 года перешёл в шведский «Гётеборг», с которым подписал многолетний контракт. 23 сентября в матче с «Хальмстадом» дебютировал в чемпионате Швеции, появившись на поле на 85-й минуте вместо Паулоса Абрахама.

## Клубная статистика
| Выступление      | Выступление      | Выступление      | Лига | Лига | Кубки | Кубки | Конт. кубки | Конт. кубки | Итого | Итого |
| Клуб             | Лига             | Сезон            | Игры | Голы | Игры  | Голы  | Игры        | Голы        | Игры  | Голы  |
| ---------------- | ---------------- | ---------------- | ---- | ---- | ----- | ----- | ----------- | ----------- | ----- | ----- |
| АЕК 2            | Суперлига 2      | 2023/24          | 22   | 0    | 0     | 0     | 0           | 0           | 22    | 0     |
| АЕК 2            | Итого            | Итого            | 22   | 0    | 0     | 0     | 0           | 0           | 22    | 0     |
| Гётеборг         | Алльсвенскан     | 2024             | 1    | 0    | 0     | 0     | 0           | 0           | 1     | 0     |
| Гётеборг         | Итого            | Итого            | 1    | 0    | 0     | 0     | 0           | 0           | 1     | 0     |
| Всего за карьеру | Всего за карьеру | Всего за карьеру | 23   | 0    | 0     | 0     | 0           | 0           | 23    | 0     |